# IEEE 802.3
IEEE 802.3 je standard společnosti Institute of Electrical and Electronics Engineers (IEEE), který určuje specifikace fyzické a linkové vrstvy Ethernetu. Obecně se využívá v lokální síti s některými WAN aplikacemi. Jedná se o fyzické propojení uzlů a/nebo infrastrukturních zařízení (hub, switch, router) pomocí měděných nebo optických kabelů.

## Historie
Ethernet měl být původně řešen proprietárně (pouze ve vlastnictví) tří společností – Digital Equipment Corporation, Intel a Xerox (DIX). Nakonec rozhodli o otevřené technologii, která však postrádala jakoukoliv standardizaci. Té se ujala společnost IEEE, která se počátkem osmdesátých let začala zabývat právě oblastí standardizace lokálních sítí. Roku 1980 vydala skupina společností DIX první verzi Ethernetu (tzv. Blue Book), kterou předložila společnosti IEEE. Ta vytvořila skupinu pojmenovanou jako 802 (podle data vzniku: rok 1980 a druhý měsíc, tedy únor). První specifikaci Ethernetu dostala na starost podskupina 802.3 (podle třetího pořadového čísla).
Podskupina IEEE 802.3 pozměnila některé specifikace Ethernetu a poslala zpět k jeho autorům z DIX. Ti změny akceptovali a roku 1982 vznikla upravená specifikace Ethernet Version 2, častěji označovaná jako Ethernet II či jako DIX Ethernet, která změnila některé časové konstanty s cílem dosáhnout vyšší kompatibility se standardem 802.3. Mezi oběma specifikacemi však zůstal rozdíl ve formátu rámce. O tři roky později pracovní podskupina vydala vlastní standard Ethernetu, pojmenovaný jako CSMA/CD (Carrier Sense with Multiple Access and Collision Detection), česky metoda mnohonásobného přístupu s nasloucháním nosné a detekcí kolizí. Slovo Ethernet se zde vynechalo záměrně, jelikož ochrannou známku pro Ethernet vlastní Xerox. Formální název pro Ethernet tedy zní „IEEE 802.3 CSMA/CD“, který zdůrazňuje klíčovou roli přístupové metody CSMA/CD jako hlavní charakteristiky Ethernetu. Neformálně se však standardům IEEE 802.3 říká Ethernet.
Ethernet II se od roku 1982 již nadále nerozvíjí a tak veškerý vývoj a nové verze spadají pod společnost IEEE, konkrétně pod pracovní skupinu 802.3.

## Standardy IEEE 802.3
| Ethernetový standard   | Rok         | Popis |
| ---------------------- | ----------- | --- |
| Experimental Ethernet  | 1973        | 2.94 Mbit/s (367 kB/s) přes koaxiální kabel                                                                                         |
| Ethernet II (DIX v2.0) | 1982        | 10 Mbit/s (1.25 MB/s) přes tzv. „tlustý koaxiální kabel“. Tento typ je využíván ve všech formách Ethernetových protokolů TCP/IP.    |
| IEEE 802.3             | 1983        | 10BASE5 10 Mbit/s (1.25 MB/s) přes tzv. „tlustý koaxiální kabel“.                                                                   |
| 802.3a                 | 1985        | 10BASE2 10 Mbit/s (1.25 MB/s) přes tzv. „tenký koaxiální kabel“ (neboli 10Base2)                                                    |
| 802.3b                 | 1985        | 10BROAD36 |
| 802.3c                 | 1985        | 10 Mbit/s (1.25 MB/s), specifikace pro opakovač                                                                                     |
| 802.3d                 | 1987        | FOIRL - specifikace Ethernetu přes optické vlákno. Byl nahrazen specifikací 10BASE-FL.                                              |
| 802.3e                 | 1987        | 1BASE5 nebo StarLAN |
| 802.3i                 | 1990        | 10BASE-T 10 Mbit/s (1.25 MB/s) přes kroucenou dvoulinku.                                                                            |
| 802.3j                 | 1993        | 10BASE-F 10 Mbit/s (1.25 MB/s) přes optické vlákno.                                                                                 |
| 802.3u                 | 1995        | 100BASE-TX, 100BASE-T4, 100BASE-FX Fast Ethernet v 100 Mbit/s (12.5 MB/s)                                                           |
| 802.3x                 | 1997        | Plně duplexní a je zde řízení toku dat.                                                                                             |
| 802.3y                 | 1998        | 100BASE-T2 100 Mbit/s (12.5 MB/s) přes méně kvalitní kroucenou dvoulinku.                                                           |
| 802.3z                 | 1998        | 1000BASE-X Gbit/s Ethernet přes optické vlákno v 1 Gbit/s (125 MB/s)                                                                |
| 802.3-1998             | 1998        | Revize základních norem. |
| 802.3ab                | 1999        | 1000BASE-T Gbit/s Ethernet přes kroucenou dvoulinku v 1 Gbit/s (125 MB/s)                                                           |
| 802.3ac                | 1998        | Rozšíření maximální velikosti rámce na 1522 bajtů.                                                                                  |
| 802.3ad                | 2000        | Agregace pro paralelní vazby. |
| 802.3-2002             | 2002        | Revize základních norem. |
| 802.3ae                | 2003        | 10 Gbit/s (1,250 MB/s) Ethernet přes vlákno; 10GBASE-SR, 10GBASE-LR, 10GBASE-ER, 10GBASE-SW, 10GBASE-LW, 10GBASE-EW                 |
| 802.3af                | 2003        | Power over Ethernet (12.95 W) |
| 802.3ah                | 2004        | Ethernet in the First Mile |
| 802.3ak                | 2004        | 10GBASE-CX4 10 Gbit/s (1,250 MB/s) Ethernet přes twinaxiální kabel.                                                                 |
| 802.3-2005             | 2005        | Revize základních norem. |
| 802.3an                | 2006        | 10GBASE-T 10 Gbit/s (1,250 MB/s) Ethernet přes nestíněné UTP.                                                                       |
| 802.3ap                | 2007        | Backplane Ethernet (1 a 10 Gbit/s (125 a 1,250 MB/s) přes plošné spoje)                                                             |
| 802.3aq                | 2006        | 10GBASE-LRM 10 Gbit/s (1,250 MB/s) Ethernet přes vícevidové optické vlákno                                                          |
| 802.3as                | 2006        | Rozšíření rámce |
| 802.3at                | 2009        | Vylepšení Power over Ethernet (25.5 W)                                                                                              |
| 802.3au                | 2006        | Izolace požadavků na Power Over Ethernet (802.3-2005/Cor 1)                                                                         |
| 802.3av                | 2009        | 10 Gbit/s EPON |
| 802.3aw                | 2007        | Zafixování rovnice v 10GBASE-T publikaci (vydáno jako 802.3-2005/Cor 2)                                                             |
| 802.3-2008             | 2008        | Revize základních norem zahrnující změny 802.3an/ap/aq/as.                                                                          |
| 802.3az                | 2010        | Green Ethernet |
| 802.3ba                | 2010        | 40 Gbit/s and 100 Gbit/s Ethernet. 40 Gbit/s na jeden metr sběrnice.                                                                |
| 802.3bc                | 2009        | Přesun a aktualizace TLV Ethernetu (typ, délka, hodnoty).                                                                           |
| 802.3bd                | 2010        | Řízení toku dat podle priority. |
| 802.3.1                | 2011        | MIB definice pro Ethernet. |
| 802.3bf                | 2011        | Poskytnutí přesných údajů o přenosu některých paketů, důležitých pro podporu IEEE P802.1AS.                                         |
| 802.3bg                | 2011        | Poskytnutí 40 Gbit/s PMD, který je opticky kompatibilní s jednovidovým optickým vláknem.                                            |
| 802.3bh                | březen 2012 | Revize základních norem zahrnující změny 802.3at/av/az/ba/bc/bd/bf/bg. Očekávaný název je 802.3-2012                                |
|                        |             | |
| 802.3bp                | 2016        | Gigabitový Ethernet přes 1 pár metalickýchkroucených vodičů pro automobilní a průmyslové aplikace, 1000BASE-T1, do 15 nebo 40 m.    |
|                        |             | |
| 802.3bt                | 2018        | Třetí generace Power over Ethernet pro výkony až 100 W, využívá 4 páry vodičů.                                                      |
|                        |             | |
| 802.3cg                | 2019        | Metalický kroucený pár 10BASE-T1L 10MB/s pro Ethernet APL, robustní a jiskrově bezpečná komunikaci v průmyslu s nebezpečím výbuchu. |
|                        |             | |